# Merchandising

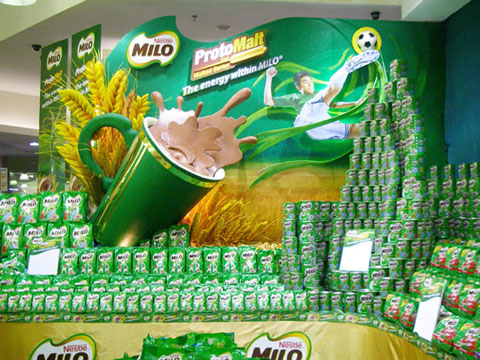
Ukázka visual merchandisingu – druhotné akční umístění

Merchandising ([merčendajzink] či [merčndajzink] z angl. slova merchandise, tedy zboží, obchodovat) je obor zabývající se péčí o zboží, a to především v maloobchodním prodeji, ale také v prodejnách typu cash & carry. Merchandising v sobě zahrnuje celou řadu aktivit, které vykonávají jak výrobci, tak prodejci, anebo specializované reklamní agentury. Jde o jeden ze základních nástrojů marketingové oblasti nazývané podpora prodeje.
Pracovník, který tuto funkci zastává, se nazývá merchandiser. Merchandiser by měl být člověk s komunikačními a prezentačními schopnostmi, který je samostatný a má aktivní přístup.

## Historie merchandisingu
Merchandisingem se začali obchodníci zabývat na počátku 20. století v USA. Do Česka tento pojem přišel zhruba v polovině 90. let a poměrně rychle se rozšířil do českého maloobchodu.
S vývojem trhu, který se stává čím dál komplikovanějším a komplexnějším, prošel merchandising určitým vývojem. Z počátku se merchandising bral pouze jako doplňování zboží do regálů. Pracovník podle zadaného plánu přijel na prodejnu i se zbožím ve svém automobilu, udělal inventuru, doplnil chybějící zboží, zarovnal produkty v regálech nebo na policích a odjel. Problém byl v tom, že práce merchandisera, obchodního zástupce, key account managera, obchodníků a dalších zainteresovaných osob nebyla prakticky vůbec koordinována.
Postupem času se však merchandising začal více přizpůsobovat potřebám trhu, zákazníků, obchodů (potažmo řetězců) a začaly se na merchandisery klást větší požadavky a celkově záběr merchandisingu začal být mnohem širší než jen pouhé doplňování zboží do regálů, i když to samozřejmě patří mezi jeho základní aktivity.

## Cíle a aktivity
Základním cílem merchandisingu je zajistit, aby zboží bylo k dispozici zákazníkům, a to v dostatečném množství, na správném místě, ve správný čas a se správnou cenou.

### Primární oblasti merchandisingu
- Umístění zboží v regále podle plánogramů
- Komplexní péče o místo prodeje
- Realizace principu FIFO (first in, first out)
- Reporting[4]

### Důležité nástroje pro dosahování merchandisingových cílů
- Lidé (obchodní zástupci, zaměstnanci POS, merchandiseři atd.)
- Provázaná, konkrétní a včasná interní i externí komunikace
- Vzdělávací a motivační programy pro všechny zainteresované osoby
- Matematické výpočty, obraty, zásoby, predikace vývoje
- Rozhodovací procesy
- Vývoj a inovace výrobků[4]

### Další aktivity merchandisingu
Mezi další aktivity merchandisingu lze zařadit například:
- Monitoring konkurence
- Motivaci výkonu merchandisera
- Měřitelnost výkonu merchandisera
- Kontrolní mechanismus
- Trénink a rozvoj lidských zdrojů
- Standardizovanou komunikaci[4]

Pro souhru všech těchto činností merchandisingu je třeba nastavit všem souvisejícím aktivitám řád, rozsah, pravidla a zodpovědnosti. To je úkol pro firemní projektové řízení.

### Procentní podíl praktického výkonu merchandisingu
Největší podíl na merchandisingu ve smyslu doplnění zboží a na jeho skladové manipulaci v zázemí prodejny má obsluha prodejny a skladu. Vzhledem k rozsahu otevírací doby (8-24 hodin, a to až 7 dní v týdnu) je tento podíl velmi vysoký a pohybuje se v intervalu 90-100 %. Přesto, že na ostatní účastníky implementace těchto aktivit zbývá malý podíl, paradoxně se o to více od nich očekává. Je to jednak proto, že jsou na prodeji (tedy i zisku) a stavu vystaveného zboží více motivováni, jednak proto, že vytvářejí monitorující mechanismus nad procesy a smluvními závazky prodejců, tedy řetězců prodejen a jejich personálu.

## Zlatá pravidla merchandisingu
- Prodávat nejlepší výrobky – podle srovnání konkurenčních nabídek (snaha být nejlepší)
- Dávat nejlepším výrobkům nejlepší umístění a více místa
- Princip „Co oči nevidí“ – umisťování výrobků do sousedství dražších položek apod.
- Využívat tzv. druhá umístění (čela, gondoly, pokladny atp.)
- Používat standardizovanou firemní komunikaci s aktuálními informacemi
- Sladit propagační a reklamní aktivity s merchandisingovými firemními procesy
- Maximálně využít lidský potenciál – motivovat pracovníky
- Zavést důslednou kontrolu na všech úrovních[4]

## Koncepční merchandising
Pojem koncepční merchandising lze chápat jako určitou evoluci klasického pojetí merchandisingu, která přirozeně nastala jednak díky určité stabilizaci obchodního trhu a jednak díky tomu, že v nynější době je zboží ve většině případů distribuováno přes maloobchodní řetězce, čímž dochází k ustálení obchodní struktury firem. Tento stav poskytuje dobré podmínky pro to, aby merchandiseři byli vlastně i napůl obchodní zástupci včetně patřičné zodpovědnosti.
Tento nový přístup vyplývá též z průzkumů a zkušeností řetězců, které by právě ocenily, kdyby objednávka, případně doporučení na objednávku, vyšla přímo z práce merchandisera, protože ten by měl mít nejlepší přehled a informace o prodejně, pokud pracuje správně.

### Prvky koncepčního merchandisingu
- Organizace, komunikace a tým (stanovení cílů, zodpovědností a kritérií hodnocení)
- Schopnosti merchandiserů (schopnosti a znalosti potřebné k cílům)
- Motivace merchandiserů (flexibilní odměňování, motivační systém podle cílů) [4]

## Merchandising orientovaný na dodavatele
Orientování na dodavatele nastává ve chvíli, kdy obchodník svěří veškerý servis některých nebo všech regálů svému dodavateli. Při svěřování této odpovědnosti by obchodník měl vzít v potaz dosavadní zkušenosti a vztahy s dodavatelem, mělo by se vždy jednat o prověřeného a spolehlivého dodavatele, protože v případě, že se něco pokazí, tak negativní ohlasy a reference a i konečná zodpovědnost jde vždy za obchodníkem. Dodavatel si sám hlídá, jak a které zboží se prodává, co naopak vázne. Ve vlastním zájmu je nucen pečlivě sledovat obrátkovost zboží, jeho doplňován. Merchandising orientovaný na dodavatele přináší bezprostřední výhody prodejci. Uvolňuje mu ruce pro jiné činnosti a je pohodlný.

## Merchandising orientovaný na zákazníka
Základem merchandisingu orientovaného na zákazníka je velice jednoduchá orientace na prodejně a mezi regály nebo mezi výrobky. Tento princip se uplatňuje zejména u velkých prodejen, kde vychází ze zkušenosti, že bloudění mezi regály a zdlouhavé hledání výrobků zákazníky od nakupování spíše odrazuje. Hlavní doménou pak většinou bývá cena. Postupuje se zleva doprava od nejlevnějšího k nejdražšímu výrobku v dané kategorii. Nevýhoda zákaznického merchandisingu, který si řídí a hlídá prodejce, je určitá řevnivost velkých dodavatelů konkurenčních značek. Přítomnost více prémiových značek vedle sebe totiž s sebou přináší možnost detailního srovnávání zejména cenové úrovně.